# Grand Prix Formule 1 van Europa 1997
De Grand Prix Formule 1 van Europa 1997 werd gehouden op 26 oktober 1997 op het circuit van Jerez.

## Situatie voor de race
Michael Schumacher en Jacques Villeneuve vochten voor de wereldtitel. Schumacher leidde voor de Grand Prix met 78 punten, Villeneuve had er 77. Om kampioen te worden moest Villeneuve in de punten rijden en Schumacher voorblijven. Schumacher werd wereldkampioen als hij Villeneuve voorbleef of wanneer Villeneuve geen punten zou scoren.

## Verslag

### Kwalificatie
De kwalificatie voor de Grand Prix van Europa in 1997 was een van de spannendste ooit. Drie rijders zetten tot op de duizendste seconde exact dezelfde tijd neer: Jacques Villeneuve, Michael Schumacher en Heinz-Harald Frentzen. Dit is een unicum in de Formule 1. Villeneuve mocht vanop de eerste plaats starten, aangezien hij de tijd eerst neerzette. De vierde startplaats voor de regerende wereldkampioen, Damon Hill in de Arrows. Ook deze vierde plaats was bijzonder, aangezien Hill slechts 0,058 seconde langzamer was dan de pole position tijd van de drie mannen voor hem. 
| 1                   | 3  | Jacques Villeneuve    | Williams-Renault  | 1:21.072 |        |
| 2                   | 5  | Michael Schumacher    | Ferrari           | 1:21.072 | +0.000 |
| 3                   | 4  | Heinz-Harald Frentzen | Williams-Renault  | 1:21.072 | +0.000 |
| 4                   | 1  | Damon Hill            | Arrows-Yamaha     | 1:21.130 | +0.058 |
| 5                   | 9  | Mika Häkkinen         | McLaren-Mercedes  | 1:21.369 | +0.297 |
| 6                   | 10 | David Coulthard       | McLaren-Mercedes  | 1:21.476 | +0.404 |
| 7                   | 6  | Eddie Irvine          | Ferrari           | 1:21.610 | +0.538 |
| 8                   | 8  | Gerhard Berger        | Benetton-Renault  | 1:21.656 | +0.584 |
| 9                   | 14 | Olivier Panis         | Prost-Mugen-Honda | 1:21.735 | +0.663 |
| 10                  | 7  | Jean Alesi            | Benetton-Renault  | 1:22.011 | +0.939 |
| 11                  | 23 | Jan Magnussen         | Stewart-Ford      | 1:22.167 | +1.095 |
| 12                  | 22 | Rubens Barrichello    | Stewart-Ford      | 1:22.222 | +1.150 |
| 13                  | 2  | Pedro Diniz           | Arrows-Yamaha     | 1:22.234 | +1.162 |
| 14                  | 16 | Johnny Herbert        | Sauber-Petronas   | 1:22.263 | +1.191 |
| 15                  | 15 | Shinji Nakano         | Prost-Mugen-Honda | 1:22.300 | +1.279 |
| 16                  | 11 | Ralf Schumacher       | Jordan-Peugeot    | 1:22.740 | +1.668 |
| 17                  | 12 | Giancarlo Fisichella  | Jordan-Peugeot    | 1:22.804 | +1.732 |
| 18                  | 17 | Norberto Fontana      | Sauber-Petronas   | 1:23.281 | +2.209 |
| 19                  | 20 | Ukyo Katayama         | Minardi-Hart      | 1:23.409 | +2.337 |
| 20                  | 21 | Tarso Marques         | Minardi-Hart      | 1:23.854 | +2.782 |
| 21                  | 19 | Mika Salo             | Tyrrell-Ford      | 1:24.222 | +3.150 |
| 22                  | 18 | Jos Verstappen        | Tyrrell-Ford      | 1:24.301 | +3.229 |
| 107% tijd: 1:26.747 |    |                       |                   |          |        |

### Race
Schumacher vertrok beter dan Villeneuve en haalde hem al in voor de eerste bocht, net als Frentzen. In de achtste ronde liet Frentzen Villeneuve voorbij. Schumacher maakte zijn eerste pitstop in de 22ste ronde, Villeneuve kwam de volgende ronde binnen. Beide behielden hun posities. Tijdens de eerste pitstops wisselden David Coulthard en Mika Häkkinen van positie, Frentzen viel terug achter hen. Na de tweede reeks pitstops, in de 43ste en 44ste ronde, bleef de rangorde dezelfde. Villeneuve kwam wel al dichter bij Schumacher.
In de 48ste ronde reed Villeneuve minder dan een seconde achter de Duitser. Hij probeerde in te halen in de Dry Sac bocht en slaagde erin, door later te remmen, de betere lijn te houden. Schumacher draaide naar Villeneuve toe waardoor hij een botsing uitlokte. Villeneuve kon echter doorrijden, terwijl Schumacher in de grindbak moest opgeven.
Er moesten nog 22 ronden gereden worden. Villeneuve werd nog ingehaald door beide McLarens. Häkkinen had dankzij team-orders Coulthard kunnen inhalen en won zijn eerste race. Villeneuve werd derde en werd wereldkampioen.

## Na de race
De marshalls van de race hadden de botsing tussen Villeneuve en Schumacher geklasseerd als een race-incident, maar Schumacher moest zich toch nog verantwoorden voor de FIA. Die besliste dat Schumacher gediskwalificeerd werd in het wereldkampioenschap. Schumacher verloor zijn tweede plaats in het eindklassement, hoewel hij wel alle overwinningen, punten en pole-positions mocht houden. Ferrari ging wel vrijuit, net als de marshalls die een foute beslissing hadden genomen.

## Uitslag
| Positie | Nummer | Rijder                | Team              | Ronden | Tijd/Opgave     | Startplaats | Punten |
| ------- | ------ | --------------------- | ----------------- | ------ | --------------- | ----------- | ------ |
| 1       | 9      | Mika Häkkinen         | McLaren-Mercedes  | 69     | 1:38:57.771     | 5           | 10     |
| 2       | 10     | David Coulthard       | McLaren-Mercedes  | 69     | +1.654          | 6           | 6      |
| 3       | 3      | Jacques Villeneuve    | Williams-Renault  | 69     | +1.803          | 1           | 4      |
| 4       | 8      | Gerhard Berger        | Benetton-Renault  | 69     | +1.919          | 8           | 3      |
| 5       | 6      | Eddie Irvine          | Ferrari           | 69     | +3.789          | 7           | 2      |
| 6       | 4      | Heinz-Harald Frentzen | Williams-Renault  | 69     | +4.537          | 3           | 1      |
| 7       | 14     | Olivier Panis         | Prost-Mugen-Honda | 69     | +1:07.145       | 9           |        |
| 8       | 16     | Johnny Herbert        | Sauber-Petronas   | 69     | +1:12.961       | 14          |        |
| 9       | 23     | Jan Magnussen         | Stewart-Ford      | 69     | +1:17.487       | 11          |        |
| 10      | 15     | Shinji Nakano         | Prost-Mugen-Honda | 69     | +1:18.215       | 15          |        |
| 11      | 12     | Giancarlo Fisichella  | Jordan-Peugeot    | 68     | +1 Ronde        | 17          |        |
| 12      | 19     | Mika Salo             | Tyrrell-Ford      | 68     | +1 Ronde        | 21          |        |
| 13      | 7      | Jean Alesi            | Benetton-Renault  | 68     | +1 Ronde        | 10          |        |
| 14      | 17     | Norberto Fontana      | Sauber-Petronas   | 68     | +1 Ronde        | 18          |        |
| 15      | 21     | Tarso Marques         | Minardi-Hart      | 68     | +1 Ronde        | 20          |        |
| 16      | 18     | Jos Verstappen        | Tyrrell-Ford      | 68     | +1 Ronde        | 22          |        |
| 17      | 20     | Ukyo Katayama         | Minardi-Hart      | 68     | +1 Ronde        | 19          |        |
| NF      | 5      | Michael Schumacher    | Ferrari           | 47     | Botsing         | 2           |        |
| NF      | 1      | Damon Hill            | Arrows-Yamaha     | 47     | Versnellingsbak | 4           |        |
| NF      | 11     | Ralf Schumacher       | Jordan-Peugeot    | 44     | Waterlek        | 16          |        |
| NF      | 22     | Rubens Barrichello    | Stewart-Ford      | 30     | Versnellingsbak | 12          |        |
| NF      | 2      | Pedro Diniz           | Arrows-Yamaha     | 11     | Spin            | 13          |        |

## Wetenswaardigheden
- Gerhard Berger, Norberto Fontana en Ukyo Katayama reden hun laatste race.
- Mika Häkkinen won zijn eerste race.

## Statistieken
| Pole-position | Jacques Villeneuve    | Williams-Renault | 1:21.072 |
| Snelste ronde | Heinz-Harald Frentzen | Williams-Renault | 1:23.135 |

## Noot
- Dit was de eerste Grand Prix-winst voor Mika Häkkinen. Häkkinen won zijn eerste race pas in zijn 96ste Grand Prix, en hiermee verbrak hij het 'record' van Jean Alesi die 91 Grands Prix moest wachten tot zijn eerste Grand Prix-winst tijdens de Grote Prijs van Canada van 1995.
- Eerste (en enige) wereldtitel voor Jacques Villeneuve en eerste wereldtitel voor een Canadese coureur. Villeneuve was de 26ste coureur die wereldkampioen werd.

Als eretitel: 1923 (Italië) · 1924 (Frankrijk) · 1925 (België) · 1926 (San Sebastián) · 1927 (Italië) · 1928 (Italië) · 1930 (België) · 1947 (België) · 1948 (Zwitserland) · 1949 (Italië) · 1950 (Groot-Brittannië) · 1951 (Frankrijk) · 1952 (België) · 1954 (Duitsland) · 1955 (Monaco) · 1956 (Italië) · 1957 (Groot-Brittannië) · 1958 (België) · 1959 (Frankrijk) · 1960 (Italië) · 1961 (Duitsland) · 1962 (Nederland) · 1963 (Monaco) · 1964 (Groot-Brittannië) · 1965 (België) · 1966 (Frankrijk) · 1967 (Italië) · 1968 (Duitsland) · 1972 (Groot-Brittannië) · 1973 (België) · 1974 (Duitsland) · 1975 (Oostenrijk) · 1976 (Nederland) · 1977 (Groot-Brittannië)
Als alleenstaande race: 1983 · 1984 · 1985 · 1993 · 1994 · 1995 · 1996 · 1997 · 1999 · 2000 · 2001 · 2002 · 2003 · 2004 · 2005 · 2006 · 2007 · 2008 · 2009 · 2010 · 2011 · 2012 · 2016